# Biberschwanz (Meteorologie)
Der Biberschwanz (englisch Beaver Tail oder Beaver's Tail) ist ein meteorologisches Phänomen. 
Er stellt eine Sondervariante des Inflow-Bandes dar. Das Inflow-Band ist dabei abgeplattet, flach und erinnert an die Form eines Biberschwanzes, daher die Namensgebung. Die Wolken bewegen sich dabei mit dem Aufwind mit.